# Biella Challenger Indoor I 2021
Il Biella Challenger Indoor I 2021 è stato un torneo maschile di tennis giocato sul cemento indoor. È stata la 14ª edizione del torneo, facente parte della categoria Challenger 80 nell'ambito dell'ATP Challenger Tour 2021. Si è giocato al PalaPajetta di Biella, in Italia, dall'8 al 14 febbraio 2021. È stata la 1ª delle 7 edizioni del torneo previste per il 2021.

## Partecipanti

### Teste di serie
| Nazionalità | Giocatore        | Ranking* | Testa di serie |
| ----------- | ---------------- | -------- | -------------- |
| Regno Unito | Andy Murray      | 124      | 1              |
| Italia      | Federico Gaio    | 138      | 2              |
| Egitto      | Mohamed Safwat   | 147      | 3              |
| Italia      | Lorenzo Giustino | 154      | 4              |
| Slovacchia  | Martin Kližan    | 156      | 5              |
| Slovenia    | Blaž Rola        | 158      | 6              |
| Slovacchia  | Filip Horanský   | 163      | 7              |
| Kazakistan  | Dmitry Popko     | 168      | 8              |

* Ranking al 1º febbraio 2021.

### Altri partecipanti
I seguenti giocatori hanno ricevuto una wild card per il tabellone principale:
- Adrian Andreev
- Andy Murray
- Luca Vanni

I seguenti giocatori sono passati dalle qualificazioni:
- Giovanni Fonio
- Fabrizio Ornago
- Jelle Sels
- Tim van Rijthoven

## Punti e montepremi
| Torneo    | Torneo              | V     | F     | SF    | QF    | 2T  | 1T  | Q | Q2  | Q1  |
| Singolare | Punti               | 80    | 48    | 29    | 15    | 7   | 0   | 4 | 1   | 0   |
| Singolare | Premi in denaro (€) | 6 190 | 3 650 | 2 160 | 1 260 | 730 | 450 | – | 225 | 115 |
| Doppio    | Punti               | 80    | 48    | 29    | 15    | –   | 0   | – | –   | –   |
| Doppio    | Premi in denaro €)  | 2 670 | 1 550 | 930   | 550   | –   | 310 | – | –   | –   |

## Campioni

### Singolare
Illja Marčenko ha sconfitto in finale  Andy Murray con il punteggio di 6–2, 6–4.

### Doppio
Luis David Martínez /  David Vega Hernández hanno sconfitto in finale  Szymon Walków /  Jan Zieliński con il punteggio di 6–4, 3–6, [10–8].